# 本間武男
本間 武男（ほんま たけお、1929年7月14日 - 2006年11月24日）は、日本のイラストレーター、画家。北海道余市町出身

## 来歴
1929年（昭和4年）、北海道余市町に生まれる。
日本水彩画会の宮崎信義に師事。広告会社のイラストレーターとして活動したのち北海道を放浪。苫小牧市へ転居。
東京、銀座、日本橋、横浜各地で個展を開催。雪の北海道をテーマに全国各地で版画展を開催。
1981年（昭和56年）、故郷余市町へ油絵を贈呈、紺綬褒章を受章。
1982年（昭和57年）、新宿センタービル51階朝日生命ギャラリー、池袋西武、銀座松坂屋、札幌三越にてパステル画展開催。
1985年（昭和60年）、郵政省お年玉付き年賀はがき原画制作。北海道の四季絵入りはがき原画制作。
1987年（昭和62年）、郵政省お年玉付き年賀はがき原画制作。
1993年（平成5年）、在日スペイン人へのボランティアがきっかけでスペイン王立美術館から感謝状を贈呈される。
1994年（平成6年）、郵政省50円切手「エゾシカ」原画制作。
1995年（平成7年）、生まれ故郷・余市町の大乗寺に町の繁栄祈願、漁業の安全と魚介類の保護祈願、農業の発展を願う仏画3点を奉納。
1998年（平成10年）、郵政省80円切手「ナナカマド」「シバザクラ」原画制作。
2006年（平成18年）、老衰のため死去。